# 齋藤工
斋藤工（日语：／ Saitoh Takumi，1981年8月22日—），本名齐藤工（日语：／ Saitoh Takumi），日本男演員（以“斋藤工”名义活动）、導演（以本名活动）。現隸屬於「BLUE BEAR HOUSE」公司旗下的藝人，出生於日本東京都港區，血型A型，身高184cm。10多歲時自擔任模特兒入行，約20歲時開始從事演員活動。

## 主要作品
粗體字為主演。

### 電視劇
- 逮捕令（2002年）- 飾 水島智也
- R.P.G.〜家人的秘密〜（2003年）- 飾 石黑達也
- 愛與資本主義（2003年）- 飾 タカシ
- BE BOP HIGHSCHOOL（2004年）- 飾 池田剛
- 加藤家へいらっしゃい! 〜名古屋嬢っ〜（2004年）- 飾 中村洋一
- 東京MICHIKA（2004年）- 飾 中村洋一
- 樋口一葉物語（2004年）- 飾 馬場胡蝶
- 牙狼〈GARO〉第一季 第八集﹝2005年﹞-飾 彈奏鋼琴者
- 海猿（2005年）- 飾 田所慎二
- PRINCESS PRINCESS D（2006年）- 飾 有定修也
- 美味學院（2007年）- 飾 カルロ笹山
- BOYS美型專家（2007年）- 飾 敷島七里
- 風的盡頭（2007）- 飾 杉山鹿之助
- Fullswing（2008年）- 飾 若松裕
- オトコマエ!（2008年）- 飾 武田信三郎
- 七人女律師（2008年）(第5話) - 飾 桃太
- 親孝行プレイ（2008年）- 飾 三男・ユウゾー
- 世直しバラエティー カンゴロンゴ 第5話（2008年）- 飾 江藤真
- 水戸黄門（2009年）- 飾 山崎新伍(第39部 第14話)
- 極道鮮師 畢業特別節目'09（2009年） - 飾 間宮
- オトコマエ!2（2009年）- 飾 武田信三郎
- 黑豹 人中之龍新章（2009年）- 飾 右京龍也
- 不毛地帶（2009年）- 飾 壹岐誠(青年期)
- Chase〜国税监察官〜（2010年）- 飾 檜山基一
- 鬼太郎之妻（2010年）- 飾 小峰章
- 黑豹 人中之龍新章（2010年）- 飾 右京龍也
- 超能力事件簿（2010年）- 飾 板野貞雄(第2話)
- 宇宙犬作戦（2010年）- 飾 醫生(第13話)
- 再見Aruma（2010年）- 飾 光塚秀行
- 頂尖神醫（2011年）- 飾 西條命
- 江～公主們的戰國～ (2011年) - 飾 京極高次
- 鋼之女第二季（日语：ハガネの女）（2011年）- 飾 水嶋恭平
- 花樣少年少女 2011版（2011年）- 飾 梅田北斗
- QP（2011年）- 飾 我妻涼
- 妖怪人間貝姆（2011年）- 飾 篠山豊
- 相棒 season10（2012年）- 飾 速水智也
- 黑豹 人中之龍新章阿修羅篇（2012年）- 飾 右京龍也
- 37歲成為醫生的我～實習醫生的純情故事～（2012年）- 飾 新見悟
- 戀愛檢定（日语：恋愛検定） 第2話（2012年）- 飾 松下未知人
- Fashion誌編集部物語 第7話（2012年）- 飾 藤堂啓介
- 敏行快跑（2012年）- 飾 青山貴博
- 劍客生涯（2012年）- 飾 秋山大治郎
- 陽光照耀之地（2013年）- 飾 岩瀬圭太
- 卡拉馬助夫兄弟們（2013年）- 飾 黒澤満
- 八重之櫻（2013年）- 飾 神保修理（日语：神保修理）
- Specialist（2013年）- 飾 北本正紀
- 最佳的求婚（2013年）- 飾 鴇田元
- 假面教師（2013年）- 飾 飯倉塁
- 玻璃之家（2013年）- 飾 澁澤仁志
- 恋（2013年）- 飾 大久保勝也
- Miss PILOT (2013年) - 飾 国木田孝之助
- 我的存在時間 (2014年) - 飾 向井繁之
- 晝顏～平日午後3點的戀人們～（2014年）- 飾 北野裕一郎
- 暗色西裝(Dark Suit) ダークスーツ（2014年）- 飾 一之瀬諒
- 醫師們的戀愛情事（2015年） -飾 守田春樹
- 成熟女子（2015年）- 飾 山岡伸治（友情出演）
- 臨床犯罪學者 火村英生的推理 (2016年) NTV - 飾 火村英生
- 頂尖神醫（2016年SP）- 飾 西條命
- 命運般的戀愛（2016年）-飾 小澤勇凜
- 也讓我有點小執著（日语：その「おこだわり」、俺にもくれよ!!）（2016年）- 飾 斎藤工（第五集友情出演）
- 科學怪人之戀（2017年）- 飾 深志研太郎（友情出演）
- 彬與瑛（2017年）- 飾 山崎瑛
- 頂尖神醫（2017年SP）- 飾 西條命
- 刑事弓神（2017年）- 飾 郷龜哲史（友情出演）
- BG～身邊警護人～（朝日電視台，2018年）- 飾 高梨雅也
- 面具男（日语：MASKMEN）（東京電視台，2018年）- 飾 斎藤工
- 探偵物語（朝日電視台，2018年SP）- 飾 辻󠄀山秀一
- 半分，青色。（NHK，2018年）- 飾 元住吉祥平
- 東京獨身男子（朝日電視台，2019年）- 飾 三好玲也
- 頂尖神醫（東京電視台，2019年SP）- 飾 西條命
- 臨床犯罪學者 火村英生的推理 第二季（Hulu ，2019年）- 飾 火村英生
- 韋馱天～東京奧運故事～（NHK，2019年）- 飾 高石勝男
- BG～身邊警護人～第二季（朝日電視台，2020年）- 飾 高梨雅也
- 大豆田永久子與三個前夫（關西電視台，2021年）- 飾 御手洗健正（第一集、最終話）
- 漂流者（朝日電視台，2021年）- 飾 海明威
- 檜山健太郎懷孕了（Netflix，2022年）- 饰 桧山健太郎
- 警視廳局外人（朝日電視台，2023年）- 飾 小山內雄一
- 鴉色刑事組 特別篇（富士電視台，2023年SP）- 飾 月本信吾
- 因為你把心給了我（富士電視台，2024年）- 飾 日下
- Believe－為你架起的橋梁－（朝日電視台，2024年）- 飾 秋澤良人
- 海中沉睡的鑽石（TBS，2024年）- 飾 進平
- 綁架之日（朝日電視台，2025年）- 飾 新庄政宗

### 電影
- 時間的香氣～Remember Me（2001年）- 飾 優二
- 海猿 UMIZARU（2004年）- 飾 田所慎二
- 兜王Beetle（2005年）- 飾 破滅王Disaster
- DANCE MASTER（2005年）- 飾 百地新太郎
- ヅラ刑事（2006年）- 飾 八田刑事
- 尤利西斯（2006年）- 飾 サライ
- BOYS LOVE（2006年）- 飾 如月のえる
- 悸動青春（2007年）- 飾 蒼井智和
- 給不知何時的你（2007年）- 飾 深水升／深水龍
- あっ!お皿に首が乗っている!（2007年）- 飾 小田切
- Clearness（2008年）- 飾 リョウ（友情出演）
- 嬰兒少女（2008年）- 飾 吉村高也
- 春琴抄（2008年）- 飾 佐助
- クジラ 極道の食卓（2009年）- 飾 羽丸飛
- 激情版 史上最不幸的大佬三郎（2009年）（特別出演）
- 東京殘酷土方（「東京殘酷警察」外傳）（2009年） - 飾 警官
- 新宿事件 (2009年)
- HAMMER HEAD=MEN (「激情版 史上最不幸的大佬三郎」外傳) （2009年）- 飾 北のリキ
- 咖啡首爾（2009年）- 飾 井坂順
- 吸血少女大戰少女科學怪人（2009年）- 飾 水島樹権
- 20世紀少年最終章（2009年）
- 鋼鐵藝妓（2009年）- 飾 影野ヒカル
- 惡夢電梯（2009年）- 飾 小川順
- 澀谷（2009年）
- きょーれつ! もーれつ! 古代少女ドグちゃんまつり! スペシャルムービー・エディション パイロット版（2010年） - 飾 ドキゴロー
- 裁判長！這案子判刑4年如何（2010年） - 飾 夏希晃
  - 裁判長！可以去廁所嗎？(裁判長！這案子判刑4年如何 外傳)  - 飾 夏希晃
- 十三刺客（2010年）- 飾 牧野妥女
- 雷櫻（2010年）
- SPACE BATTLESHIP 大和號（2010年） - 飾 山本明
- 『遊星ボイド』哲学せよアース!（短編映画/YouTube 2011年） - 飾 利春 Tosiharu
- HellDriver（2011年） - 飾 Hyper Police 夏樹
- 你喜歡的歌（2011年） - 飾 溝上秀雄（友情出演）
- 哭泣的明天（2011年） - 飾 小説家 武
- バス停より愛をこめて（2011年）
- 逆轉裁判（2012年）- 飾 御劍怜侍
- 不良少年 3000人的總番（2012年）- 飾 千藤鷹也
- 愛與誠（2012年）- 飾 岩清水弘
- tw:惡女羅曼死／整容天后（2012年）※客串演出
- 水母看世界（2013年） - 飾 幸塚直人
- TEBANA SANKICHI（2013年）
- NINJA THEORY（聲音演出）（2013年） - 飾 便利店店員 颱風風見
- 神之舌 Kiss忍耐大賽 THE MOVIE（2013年） - 飾 後藤刑事
- 布偶人Z（2014年） - 飾 コージ
- 只想擁抱妳（2014年） - 飾 園村
- 劇場版 假面教師（2014年） - 飾 飯倉塁
- 欲動（TAKSU）（2014年） - 飾 勢津千紘
- 虎影（2015年） - 飾 虎影
- 奪命捉迷藏2015（2015年） - 飾 男子高校生／老爺爺
- 家族ごっこ「鈴木ごっこ」（2015年）
- 春子超常現象研究所（2015年） - 飾 春子的哥哥
- 7s（2015年）（友情出演）
- 団地（2016年） - 飾 真城貴史
- 無伴奏（2016年） - 飾 關祐之介
- 種まく旅人 夢のつぎ樹（暫名）（2016年） - 飾 治
- 高台家的成員（2016年） - 飾 高台光正
- HiGH&LOW THE RED RAIN（2016年10月）- 飾 雨宮尊龍
- 正宗哥吉拉（2016年） - 飾 池田隊長（自衛隊員）
- RE:BORN（日语：蠱毒_ミートボールマシン）（2016年） - 飾 健二
- 電影版妖怪手錶：飛天巨鯨與兩個世界的大冒險喵！（2016年） - 飾 滑瓢
- 晝顏 (2017年) - 飾 北野裕一郎
- 蠱毒：人間碎肉機（日语：RE:BORN (映画)）（2017年） - 飾 野田勇次
- 追捕 (2017年) - 飾 綁匪
- 去年冬天，與你分別（日语：去年の冬、きみと別れ）（2018年） - 飾 木原坂雄大
- 情牽拉麵茶 (2018年) - 飾 真人
- DINER：噬食者（2019年） - 飾 殺手牛仔
- 阿宅的戀愛太難（2020年） - 飾 樺倉太郎
- 超慄方殺陣（2021年） - 飾 井手寛
- 新·超人力霸王（2022年） - 飾 神永新二
- Goodbye Cruel World （2022年）- 飾 萩原政春
- 電影版 鴉色刑事組（2023年）- 飾 月本信吾
- THE LEGEND & BUTTERFLY（2023年）- 飾 德川家康
- 新·假面騎士（2023年）飾演 情報機關人員（瀧）
- 新幹線驚爆倒數(2025)飾演 笠置雄一

### 配音
- 西遊·降魔篇日文版 - 飾 陳玄奘（三藏法師）

### 舞台劇
- JUMP Festival 2004 BLEACH（飾 黑崎一護）
- 《網球王子舞台劇》（飾 忍足侑士）
  - The Imperial Match 氷帝学園公演
  - The Imperial Match 氷帝学園 in winter 2005-2006
  - Dream Live 3rd
  - Advancement Match 六角 feat. 氷帝学園
  - Dream Live 4 th（映像出演）
  - Dream Live 5th東京公演
  - The Imperial Presence氷帝　feat. 比嘉
- MEN&MAN 男人們的歌謠
- 空飛ぶジョンと萬次郎
- THE FAMILY・絆 – 飾 花村銀次（主役）
- 乱－Run－ 第1回公演　金沢の乱 「Last name」（2009年4月24日～26日）– 飾 日田正尚
- 世田谷Public Theater Produce「醜男」（2010年7月）
- 東京Selecao Deluxe 2012本公演「笑的巨塔」（2012年10月3日 - 12月2日）
- 乱-Run- 第2回公演 「365000個浮在天空上的月亮」（2014年12月31 - 2015年1月6日）

### 電玩
- SIREN2 - 飾一樹守
- 黑豹2：人中之龍新章阿修羅篇 - 飾右京龍也

### 廣播
- BUG A MAP（200x年x月x日～2007年3月25日、bayfm（日语：ベイエフエム） 毎週日曜日21:00～21:30）
- TAKUMIZM（2007年4月1日～、bayfm 毎週日曜日23:30～23:57）
- WONDERFUL WORLD (2008年9月1日、TOKYO FM) ゲスト出演

### 廣告ＣＭ
- indeed （2017年） - 與泉里香共演
 「https://www.youtube.com/watch?v=MPePe9lGDxo （页面存档备份，存于）」・「https://www.youtube.com/watch?v=-m4333kmH1A （页面存档备份，存于）」・「仕事篇 （页面存档备份，存于）」

- indeed （2018年） - 與泉里香共演
「七夕篇 （页面存档备份，存于）」・「https://www.youtube.com/watch?v=MBlmKOt1r1w （页面存档备份，存于）」・「https://www.youtube.com/watch?v=Q7eyOuQS3es （页面存档备份，存于）」・「https://www.youtube.com/watch?v=SmbfrBTE97s （页面存档备份，存于）」

- indeed×「ONE PIECE」 （2019年） - 與泉里香共演 [1][2]
「麦わらの一味募集篇 （页面存档备份，存于）」

### 导演作品
- 櫻色（2012年）
- 半分的世界（2014年）
- Balancer（2014年）
- 大橋三重 大碟「PARODY」MV（2015年）
- 多桑不在家（2018年）[3]

### CD
The Prince of Tennis Best Actor's Series 004
斎藤工 as 忍足侑士&青柳塁斗 as 向日岳人
ココロノグルリ（2007年12月5日）
收錄曲
1. 最初と最後の空へ
2. ありふれたものみたいに
3. Duralumin
4. Cheap Gold
5. 悲しくてやりきれない（cover version）
6. 月の船
7. D TREKKER（Bonus Track、通常版のみ収録）

手と手（2009年12月22日）
本人作詞・專輯封面設計 
收錄曲
1. 手と手
2. nostalgia (Instrumental)
3. 手と手 (Instrumental)

燦々（2011年8月24日）
【初回限定盤（A）】
收錄曲
1. 燦々
2. 手と手
3. かすかな光

DVD收錄内容
1. 燦々 PV+幕後映像（A）

【初回限定盤（B）】
收錄曲
1. 燦々
2. 手と手
3. 映画監督

DVD收錄内容
1. 手と手 PV+幕後映像（B）

【通常盤】
收錄曲
1. 燦々
2. 手と手
3. 燦々（instrumental）
4. 手と手（instrumental）

サクライロ(2012年2月22日)
【初回限定盤(A)】
收錄曲
1. サクライロ
2. Now here
3. みんなのうた2

『DVD』斎藤工　導演・主演的短片「サクライロ」＋製作花絮A
【初回限定盤(B)】
收錄曲
1. サクライロ
2. Now here
3. みんなのうた2

『DVD』斎藤工　導演・主演的短片「サクライロ」＋製作花絮B

【通常盤】
收錄曲
1. サクライロ
2. Now here
3. サクライロ(instrumental)
4. Now here(instrumental)

ONE MORE TRY!!(2012年6月20日)
【初回限定版(CD＋DVD)】
收錄曲
1. ONE MORE TRY!!
2. ずっと...
3. 自分マニア

『DVD』ONE MORE TRY!!PV＋製作花絮

【通常盤】
收錄曲
1. ONE MORE TRY!!
2. ずっと...
3. ONE MORE TRY!!(instrumental)
4. ずっと...(instrumental)

ココロノグルリ(2012年6月20日、日本古倫美亞)
※迷你專輯
收錄曲
1. 最初と最後の空へ
2. ありふれたものみたいに
3. Duralumin
4. Cheap Gold
5. 悲しくてやりきれない(Cover Version)
6. 月の船
7. D TREKKER(Bonus Track)

『DVD』最初と最後の空へPV

### DVD
- calling
- Search for my roots プライベートジャーニー全3巻(西安篇、體驗篇、敦煌篇)
- Search for my roots プライベートジャーニー全3卷（泰國篇）

### 寫真集
- NO BORDER（2006年2月10日發行）
- Nirai Kanai（2008年9月發行）
- 『斎藤工场』（2010年發行）
- 「斎藤 工　蜷川実花」（2013年8月22日發行）
- JOURNEY（2019年4月11日發行）

### 著作
- ニッポン脱出～1981～（2007年10月26日發行）

## 資料來源
1. ↑  
. 〈MEDIA情報〉. ASSORT. 2018-12-31  [2019-01-03]. （原始内容存档于2019-01-03） （日语）.
2. ↑  
Akito. . 〈ＧＮＮ新聞〉. 巴哈姆特電玩資訊站. 2019-01-02  [2019-01-03]. （原始内容存档于2019-01-03） （中文（臺灣））.
3. ↑  . 電影神搜. 2018-01-28  [2021-10-01]. （原始内容存档于2021-10-01） （中文（臺灣））.

## 外部連結
- 斎藤工 公式ウェブサイト
- プロフィール （页面存档备份，存于） - ブルーベアハウス
- 【斎藤工務店】 （页面存档备份，存于） - 本人によるブログ
- 斎藤工/齊藤工 Takumi Saitoh的Instagram帳戶
- YouTube上的たくちゃんねる頻道
- 日本コロムビアによる特設サイト （页面存档备份，存于）
- 齋藤工 - NHK人物録

- 特集 あの人のとっておきセレクション 斎藤工さん NHKアーカイブス，存于
- シネマバード （页面存档备份，存于）